# Libre otra vez
Libre otra vez es el nombre del decimonoveno álbum de la banda sinaloense mexicana La Arrolladora Banda El Limón De René Camacho. Fue lanzado el 3 de junio de 2016 por el sello Disa.

## Antecedentes
A finales de 2015 La Arrolladora Banda El Limón dio una conferencia de prensa en la explanada del Auditorio Nacional en la Ciudad de México como parte de la promoción de sus conciertos realizados en el Coloso de Reforma donde se habló de la realización de su nuevo álbum de estudio. 
José Isidro "Josi" Beltrán Cuén uno de los vocalistas confirmó la grabación de 20 canciones entre las que se encuentran composiciones de Armando Manzanero, Joss Favela, Horacio Palencia, Espinoza Paz, Luciano Luna, entre otros. Además se dio a conocer que «Soy mucho hombre para ti» (compuesta por Edén Muñoz vocalista del grupo Calibre 50) estaría incluida en el álbum, sin embargo no formó parte la lista final de canciones.

El álbum estaba pensado lanzarse inicialmente en febrero o marzo de 2016 pero debido a un retraso se lanzó como sencillo «Me complementas», canción de su álbum Ojos en blanco.

## Contenido
El álbum se conforma de 14 canciones. «Cómo le haces», compuesta por Armando Manzanero fue grabada originalmente para el álbum «Ojos en blanco» pero al final quedó fuera. También se grabaron tres canciones del cantautor Espinoza Paz, solo «Ojalá que me olvides» quedó dentro del álbum

## Sencillos
«Me va a pesar» es el primer sencillo del álbum estrenado en radio el 21 de abril de 2016 y puesto a la venta el día siguiente. Esta canción habla de un hombre que pierde a una mujer, tratando el tema del arrepentimiento. El video fue filmado en la ciudad de Guadalajara, Jalisco el 30 y 31 de marzo de 2016. A través de redes sociales el vocalista Jorge Medina dio a conocer que el video es la continuación de «Ya te perdí la fe» (quinto sencillo de su anterior álbum Ojos en blanco)
  lanzado el 27 de abril de 2016.
«Yo si te amé» fue lanzada originalmente como tercer sencillo promocional del álbum el 27 de mayo de 2016 y como segundo sencillo el 2 de septiembre de 2016, esta canción es una balada rítmica compuesta por Joss Favela y Luciano Luna producida por Fernando Camacho con arreglos y dirección de: René Camacho, Ignacio Sánchez y Carlos Luna.
«Traicionera» es el tercer sencillo del álbum estrenado en radio el 19 de enero de 2017 y fue originalmente lanzado como el segundo sencillo promocional de Libre Otra Vez.
«Ojalá Que Me Olvides» es el cuarto sencillo de Libre Otra Vez, compuesta por Espinoza Paz, producida por Fernando Camacho con arreglos y dirección de: René Camacho, Ignacio Sánchez, y Carlos Luna. Esta canción habla de un hombre que le desea solo el bien para una mujer, le dice que el amor entre ellos no pudo ser y que se encuentre a alguien mejor.
«Corazón roto» fue lanzado como quinto sencillo del álbum el 25 de agosto de 2017.

### Sencillos promocionales
Fueron lanzados tres sencillos promocionales antes del lanzamiento del álbum, el 13 de mayo de 2016 se lanzó «Arrepentida» compuesta por Jerry Demara como primer sencillo promocional. El segundo sencillo promocional «Traicionera» fue lanzado el 20 de mayo de 2016 y finalmente como tercer sencillo promocional se lanzó «Yo si te amé» el 27 de mayo de 2016.

## Lista de canciones
| N.º   | Título                 | Escritor(es)                                        | Duración |  |
| 1.    | «Arrepentida»          | Jerry Demara                                        | 3:45     |  |
| 2.    | «Corazón roto»         | Eloy Torres González                                | 3:09     |  |
| 3.    | «Libre otra vez»       | Michelle Campoy, Carlos Carreira y Juan D. Sandoval | 3:10     |  |
| 4.    | «Hay un momento»       | José Alfredo Jiménez                                | 3:13     |  |
| 5.    | «Yo si te amé»         | Joss Favela y Luciano Luna                          | 2:36     |  |
| 6.    | «La mera mera»         | Horacio Palencia y Geovani Cabrera Inzunza          | 2:06     |  |
| 7.    | «Cómo le haces»        | Armando Manzanero                                   | 3:10     |  |
| 8.    | «Duele menos»          | Kany García y Marcos Sánchez                        | 3:18     |  |
| 9.    | «Traicionera»          | Fernando Camacho y Sergio Antonio Íñiguez           | 3:18     |  |
| 10.   | «Ya no se puede»       | Manuel Mantilla                                     | 3:03     |  |
| 11.   | «No tengo educación»   | Manuel Adán Contero                                 | 2:58     |  |
| 12.   | «Ojalá que me olvides» | Espinoza Paz                                        | 3:24     |  |
| 13.   | «Me va a pesar»        | Horacio Palencia y Geovani Cabrera Inzunza          | 2:58     |  |
| 14.   | «Miento»               | Horacio Palencia                                    | 3:43     |  |
| 43:36 |                        |                                                     |          |  |

## Posicionamiento en listas
| Estados Unidos | US Latin Albums            | 1 |
| Estados Unidos | US Regional Mexican Albums | 1 |